# Čestný titul Národní
Čestný titul Národní (bulharsky: Почетното звание „Народен“) byl čestný titul Bulharské lidové republiky založený roku 1948. Udílen byl za zásluhy předním osobnostem Bulharska. Byl třetím nejvyšším čestným titulem v hierarchii vyznamenání Bulharské lidové republiky.

## Historie a pravidla udílení
Čestný titul byl založen společně s Čestným titulem Zasloužilý, Hrdinou Bulharské lidové republiky a Hrdinou socialistické práce výnosem Národního shromáždění č. 960 ze dne 15. června 1948. Za zásluhy v kulturní a vědecké oblasti byl udílen předním osobnostem republiky, jako byli lékaři, umělci, vědci či učitelé.
Status řádu byl upraven vyhláškou Státní rady č. 1094 z roku 1974 a následně vyhláškou z roku 1975. Do roku 1971 jej udílelo prezidium Národního shromáždění a po roce 1971 Národní rada Bulharské lidové republiky. Mohli jím být oceněni pouze občané Bulharska a k jeho udělení se vázala i finanční odměna.
Titul byl udílen vzácně a od svého založení v roce 1948 do zrušení vyhláškou č. 3520 ze dne 30. prosince 1987 byl udělen v 705 případech.

## Kategorie
Čestný titul Národní byl udílen ve 14 kategoriích:
- Národní herec (277 oceněných), Národní architekt (8 oceněných), Národní umělec lidového umění (1 oceněný), Národní pracovník v oblasti umění a kultury (95 oceněných), Národní pracovník v kultuře (40 oceněných), Národní vědec (97 oceněných), Národní lékař (38 oceněných), Národní učitel (61 oceněných), Národní lékárník (2 ocenění), Národní umělec (82 oceněných) ad.

## Insignie
Pozlacená medaile měla pravidelný kulatý tvar o průměru 26 mm. Na přední straně byly po obvodu dvě vavřínové ratolesti, mezi nimiž byl ve spodní části nápis v cyrilici Народен. Uprostřed byl reliéf s vyobrazením planoucí pochodně na šedém pozadí. Medaile byla vyrobena z bílého kovu. Zadní strana byla hladká, bez smaltu. Medaile se nosila na kovové destičce (kolodce) s barevně smaltovanou bulharskou vlajkou.